# Alfred Mottard

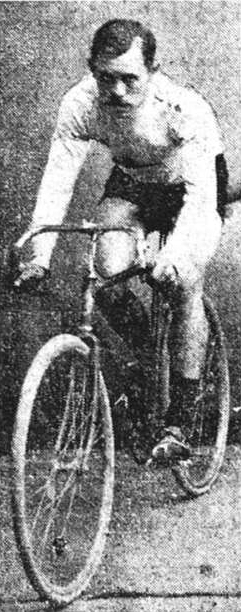
Alfred Mottard (1921)

Alfred Mottard (* 11. August 1892 in Jemelle; † 24. Januar 1945 im KZ Mittelbau-Dora) war ein belgischer Radsportler.

## Sportlicher Werdegang
Alfred Mottard wurde als viertes Kind einer Arbeiterfamilie geboren. Seine Eltern waren Maria Gillet und der Eisenbahnmaschinist Emile Mottard. Insgesamt hatte er acht Geschwister. Seit früher Jugend trainierte er mit einem seiner Brüder auf der nahegelegenen Radrennbahn von Waha bei Marche-en-Famenne. Am 26. August 1918 heiratete er Yvonne Rossius; sie bekamen zwei Kinder, einen Sohn und eine Tochter. Seinen Lebensunterhalt verdiente er zunächst mit einem Fahrradgeschäft, später arbeitete er als Schweißer und Taxifahrer.
In den 1920er-Jahren ging Mottard bei Rennen in Belgien und Luxemburg an den Start. 1920 startete Alfred Mottard bei der Tour de France; er trug die Rückennummer 197. Er stürzte schon auf der ersten Etappe – 380 Kilometer von Paris nach Le Havre –, brach sich dabei einen Arm und musste aufgeben. Am 21. August 1921 gewann er die erste Etappe der Belgien-Rundfahrt für Unabhängige von Brüssel nach Huy. 1922 belegte er beim Grand Prix François Faber Platz zwei und 1923 beim selben Rennen Platz drei. 1930 wurde er Dritter beim Circuit des Ardennes.
Während des Zweiten Weltkriegs – zwischen Weihnachten und Neujahr 1942 – wurde Mottard von den deutschen Besatzern gemeinsam mit dem 19-jährigen Mann seiner Tochter Gisèle, Robert Mostenne, als politischer Gefangener inhaftiert. Der Grund für ihre Verhaftung ist unbekannt. Sie kamen zunächst in die Gefängnisse von Dinant, Namur und Charleroi und wurden dann in das Fort Breendonk, das zentrale Gefängnis der Gestapo in Belgien, verlegt. Dort blieben sie 14 Monate. Im Mai 1944 wurden die beiden Männer in das KZ Buchenwald deportiert. Im Januar 1945 überstellte sie die SS in das KZ Mittelbau-Dora. Dort starb Alfred Mottard am 24. Januar 1945. Er wurde 52 Jahre alt. Sein Schwiegersohn (Geburtsjahr 1923) kehrte nach Kriegsende nach Belgien zurück und starb im Alter von 36 Jahren.